# 八月十五夜 (日本)

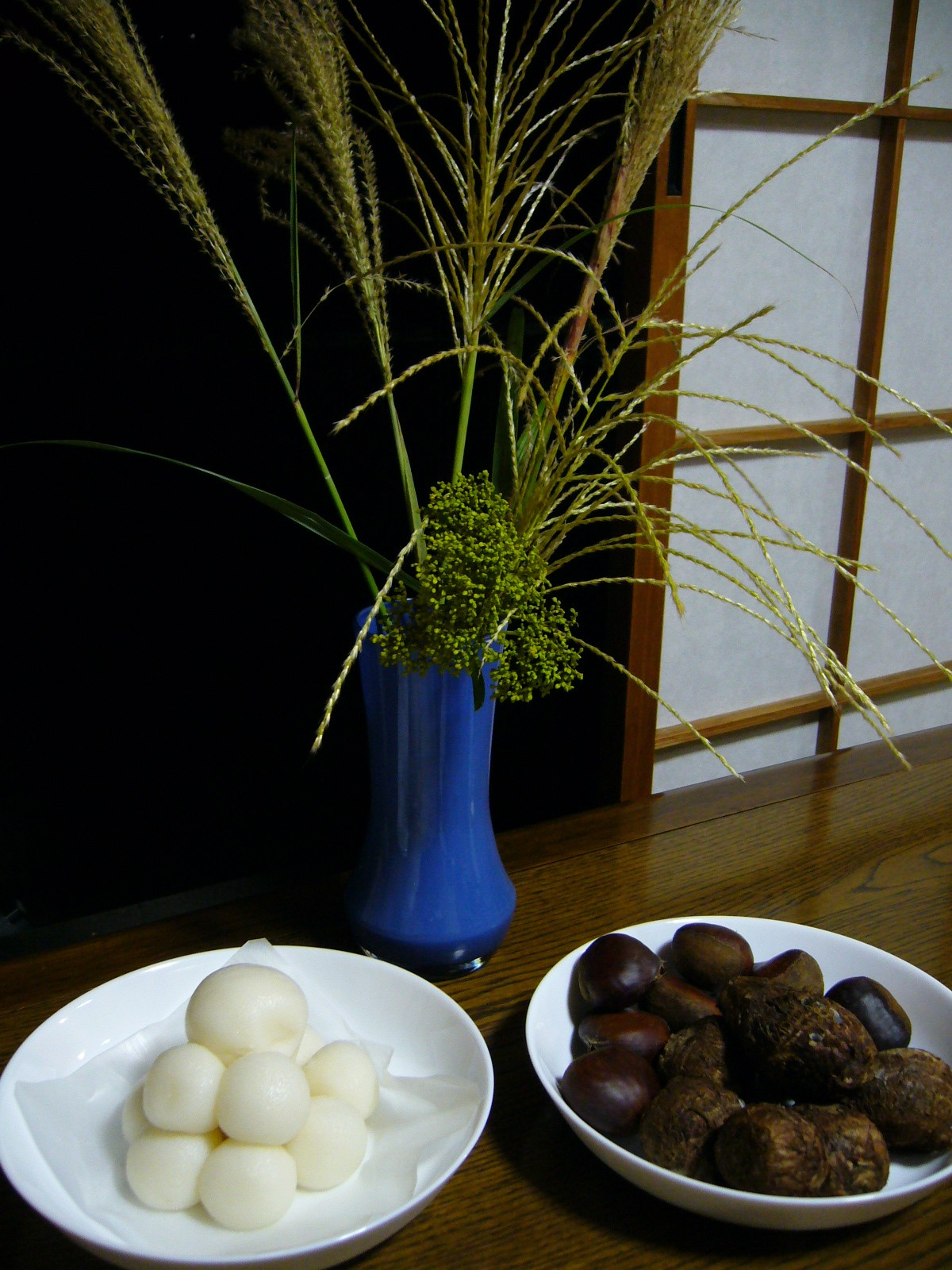
一个日本家庭在十五夜陳列的月見团子（赏月团子）、栗子等祭品，一旁瓶中插有芒草。

八月十五夜，又叫十五夜（日语：／ jyūgoya */?）、芋名月，是日本的傳統節日之一，即日本的中秋节，定於農曆八月十五，是明治維新改用格里曆之後日本本土少數仍然依照農曆日期的節日之一。由于这个时期正值各种作物的收获季节，为了对自然的恩惠表示感谢，日本人要举行各种庆祝活动，家家戶戶會陳列賞月糰子（日语：／ Tsukimi dango ?）、芒草、芋、毛豆、神酒）等供品祭神酬謝神明保佑豐收，而小孩子们會來搶夺祭品，稱為月見泥棒。
日本人在这一天里也會賞月，稱之為「月見」（日语：／ Tsukimi ?） 或“觀月”，這一天夜晚的月亮稱作“中秋名月”。佛寺里會舉行滿月法會，祈求豐收。此外，日語“月見”一詞，除了可以特指在八月十五賞月外，也可特指農曆九月十三日的夜晚（稱作“九月十三夜”）等。